# Utopia (Flórida)
Utopia é uma antiga Região censo-designada localizada no estado estados-unidense da Flórida, no Condado de Broward.

## Demografia
Segundo o censo estadunidenses de 2000, a sua população era de 714 habitantes.

## Geografia
De acordo com o United States Census Bureau tem uma área de 0,8 km², dos quais 0,8 km² cobertos por terra e 0,0 km² cobertos por água.

## Localidades na vizinhança
O diagrama seguinte representa as localidades num raio de 8 km ao redor de Utopia.